# Chematur Engineering
Chematur Engineering AB är ett svenskt icke börsnoterat ingenjörsföretag, som har sina rötter i Bofors AB i Karlskoga. Det är sedan 2019 dotterbolag till kinesiska Wanhua Chemical Group Co i Yantai i provinsen Shandong.
Inom Bofors organiserades under 1930-talet en särskild organisation för teknikexport, vilken 1968 blev Nobel Chematur AB och senare Nobel Bofors Chematur AB. Detta företag köptes 1992 ut i en så kallad management buyout från dåvarande ägaren Nobel Industrier, varvid namnet ändrades till Chematur Engineering AB. Företaget konstruerar anläggningar för framställning av bland annat polyuretan, väteperoxid och bioetanol/bioetylen.
Chematur Engineering har sitt huvudkontor i Karlskoga och ingår i Chematur Technology Group, vilken också innefattar en minoritetsandel i samriskföretaget IBI Chematur Ltd i Mumbai i Indien och en majoritetsandel i samriskföretaget Zhejiang Chematur Engineering Technology Co i Hangzhou i Kina.
År 1996 köpte Chematur Engineering det finländska företaget Rauma-Repola Ecoplanning Oy av Rauma-Repola Oceanics. Det såldes 2016 till det amerikanska teknologiföretaget KBR, Inc. i Houston, Texas.